# Klaus Peter Cadsky
Pour les articles homonymes, voir Nico.
Klaus Peter Robert Cadsky, né le 3 août 1937 à Hanovre et mort le 11 mars 2011 à Soleure, est un caricaturiste germano-suisse plus connu sous le pseudonyme de Nico.
En 1957, Cadsky commença à travailler comme retoucheur chez un journal à Lucerne. Les années suivantes il devint caricaturiste pour Stern allemand, puis pour le Nebelspalter suisse, dont il devint rédacteur en chef en 1966. Il travailla aussi comme « caricaturiste en direct » pour la Télévision suisse. En 1968, Nico rejoignit le Tages-Anzeiger où il réalisa 35 000 dessins pendant 37 ans. Puis il passa au Blick et, finalement, chez AZ Media Group, où il travailla jusqu'à son décès en mars 2011.